# 利勒 (多尔多涅省)
利勒（法語：Lisle，法語發音：[lil]）是法国多尔多涅省的一个市镇，位于该省中部偏西北，属于佩里格区。

## 地理
利勒（45°16'42"N, 0°32'55"E）面积17.97 平方千米，位于法国新阿基坦大区多爾多涅省，该省份为法国西南部内陆省份，是法國本土面积第三大的省，大致对应佩里戈尔地区，北起顺时针与夏朗德省、上维埃纳省、科雷兹省、洛特省、洛特-加龙省、吉倫特省和滨海夏朗德省接壤。
与利勒接壤的市镇（或旧市镇、城区）包括：布尔代耶、比萨克、大布拉萨克、芒西尼亚克、托卡讷-圣阿普尔。
利勒的时区为UTC+01:00、UTC+02:00（夏令时）。

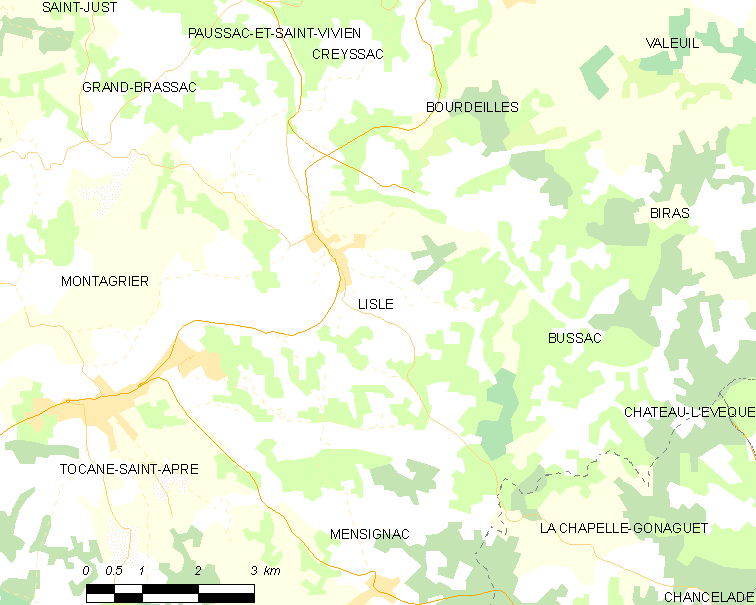
利勒的OSM定位图

## 行政
利勒的邮政编码为24350，INSEE市镇编码为24243。

## 政治
利勒所属的省级选区为佩里戈尔地区布朗托姆县。

## 交通
多尔多涅省省道D1线和D78线在市中心交汇。

## 人口

1962-2008年间利勒人口变化图示

利勒于2022年1月1日时的人口数量为873人。